# Pachydelphus banco
Espèce
Pachydelphus banco est une espèce d'araignées aranéomorphes de la famille des Linyphiidae.

## Distribution
Cette espèce est endémique de Côte d'Ivoire.

## Description
Le mâle holotype mesure 1,93 mm et la femelle paratype 1,93 mm.

## Étymologie
Son nom d'espèce lui a été donné en référence au lieu de sa découverte, la forêt du Banco.

## Publication originale
- Jocqué & Bosmans, 1983 : Linyphiidae (Araneae) from Ivory Coast, with the description of three new genera. Zoologische Mededelingen, Leiden, vol. 57, no 1, p. 1-18 (texte intégral).